# Frank Pentangeli
Francesco Pentangeli, conocido también como «Frankie Cinco Ángeles», es un personaje ficticio de El padrino II, la segunda parte de la trilogía de El padrino. Es interpretado por Michael V. Gazzo y Eduardo Calvo (doblaje en España) mientras que por Jaime Vega (doblaje mexicano).

## Historia
Frank Pentangeli es un caporegime de la familia Corleone que domina la zona que pertenecía a Peter Clemenza hasta su muerte, excepto por tres zonas en el Bronx que Clemenza aparentemente les prometió a los hermanos Rosato cuando en realidad no tenían relaciones cordiales.
Pentangeli va un día a hablar con Michael Corleone, jefe de la familia Corleone, con la intención de pedirle el permiso para matar a los hermanos Rosato, pues dice que lo han traicionado y que, en realidad, Clemenza los odiaba. Sin embargo, Michael le dice que no, ya que tiene entre manos negocios importantes con Hyman Roth, para quien trabajan los hermanos Rosato. Un día, Hyman Roth traiciona a Michael intentando matarlo; pero este consigue salir vivo del intento de asesinato y sospecha de Pentangeli; pero, para asegurarse, decide ir a visitarlo y le manda a hacer las paces con los hermanos Rosato. Pentangeli acepta y se dirige a hacer las paces a un bar, y, entonces, los hermanos Rosato intentan ahorcarlo; pero en ese momento entra un policía al local, y comienza un tiroteo. Al final, Pentangeli sale con vida.
Frankie "Cinco Ángeles" cree que fue Michael quien dio a los hermanos Rosato la orden de matarlo, pues éstos le dijeron que era un "saludo" de Michael Corleone. Por esta razón, Pentangeli decide testificar en contra de Michael en un juicio en el que se le acusa a este de ser el jefe de una familia criminal. Hasta el juicio, Pentangeli había estado custodiado por el FBI en un piso franco del que no podía salir por su seguridad. El día en el que Frankie Pentangeli va al juicio, Michael lleva al hermano de Pentangeli, una manera de intimidar a Frankie y recordarle el honor de su familia y la ley del silencio, Omertá, por lo que este último decide testificar a favor de Michael.
Al final, Frank Pentangeli se suicida cortándose las venas, como se lo sugiere Tom Hagen a cambio de no tomar represalias contra sus familiares por su traición.